# Ереч
Ереч (алб. Hereç) је насељено место у општини Ђаковица, на Косову и Метохији. Према попису становништва из 2011. у насељу је живело 843 становника.

## Становништво
Према попису из 2011. године, Ереч има следећи етнички састав становништва:
| Националност             | 2011.        |
| Албанци                  | 659 (78,17%) |
| Египћани                 | 161 (19,09%) |
| Роми                     | 16 (1,90%)   |
| Ашкалије                 | 4 (0,48%)    |
| неизјашњени и недоступно | 3 (0,36%)    |
| Укупно                   | 843          |

| Демографија | Демографија | Демографија |
| Година      | Становника  | Становника  |
| ----------- | ----------- | ----------- |
| 1948.       | 453         |             |
| 1953.       | 494         |             |
| 1961.       | 570         |             |
| 1971.       | 761         |             |
| 1981.       | 1.137       |             |
| 1991.       | 1.380       |             |
| 2011.       | 843         |             |